# Stefan Trenner
Stefan Trenner (* 8. Oktober 1967 in Plattling; † 7. Dezember 2024 ebenda) war ein deutscher Kirchenmusiker und Komponist.

## Leben und Wirken
Von 1978 bis 1987 besuchte Trenner das musische Gymnasium St. Gotthard der Benediktiner in Niederalteich. Trenner war seither Mitglied der Niederalteicher Scholaren. Anschließend studierte er bis 1994 Kirchenmusik und Musikpädagogik an der Fachakademie für Kirchenmusik in Regensburg und der Hochschule für Musik und Theater München. Von 1992 bis 2011 wirkte er an der Pfarrkirche St. Michael in Plattling als Organist und Chorleiter. Am Gymnasium wirkte er von 1994 bis 2006 als Instrumental- und Musiklehrer. Ab 1999 war er Leiter des Chorkreises Deggendorf, ab 2012 hauptamtlicher Kirchenmusiker an der Pfarrkirche St. Magdalena in Plattling.
Trenner wirkte auch als Komponist. Er verfasste zum Beispiel die Missa Sancti Jacobi und die Missa Brixinensis. 1989 erhielt er den zweiten Preis bei einem Kompositionswettbewerb des Bistums Regensburg. 2002 folgten beim 2. Louis-Pinck-Kompositionswettbewerb des Saar-Sängerbundes zwei erste und ein zweiter Preis für die originellen Bearbeitungen aus der Sammlung Lothringer Volkslieder „Verklingende Weisen“. Für eine befreundete Kantorin schrieb er das „Herrschinger Orgelbuch“.